# Природно-заповідний фонд Миргородського району
Природно-заповідний фонд Миргородського району становить 10 об'єктів ПЗФ (3 заказника, 6 пам'яток природи та 1 парк-пам'ятка садово-паркового мистецтва). З них 1 — загальнодержавного значення («Хомутецький парк»). Загальна площа ПЗФ — 1291,12 га.

## Об'єкти

### Природні об'єкти

#### Заказники
| Назва об'єкта         | Тип, категорія, значення                | Рік створення | Площа (га) | Місцезнаходження                                                             | Зображення |
| --------------------- | --------------------------------------- | ------------- | ---------- | ---------------------------------------------------------------------------- | ---------- |
| «Великий і Малий ліс» | Заказник ботанічний місцевого значення  | 1994          | 90         | поблизу с. Велика Обухівка, Гоголівське л-во, кв. 10, 11, 96 (вид. 2-10)     |            |
| «Осове»               | Заказник ландшафтний місцевого значення | 1994          | 65         | між селами Осове і Носенки                                                   |            |
| «Ярмаківський»        | Заказник ландшафтний місцевого значення | 2007          | 1053,6     | південно-західна околиця Миргорода в напрямку сіл Гаркушинці-Рибальське-Єрки |            |

#### Пам'ятки природи
| Назва об'єкта        | Тип, категорія, значення                         | Рік створення | Площа (га) | Місцезнаходження                                              | Зображення |
| -------------------- | ------------------------------------------------ | ------------- | ---------- | ------------------------------------------------------------- | ---------- |
| «Дуб черешчатий»     | Пам'ятка природи ботанічна місцевого значення    | 1982          | 0,02       | смт. Комишня, садиба лісничого Комишнянського л-ва            |            |
| «Дуб черешчатий»     | Пам'ятка природи ботанічна місцевого значення    | 1989          | 0,05       | с. Остапівка, Комишнянське лісництво, кв. 55 вид. 7           |            |
| «Дуби черешчаті»     | Пам'ятка природи ботанічна місцевого значення    | 1989          | 0,2/2      | поблизу с. Бакумівка, Комишнянське лісництво, кв. 125 вид. 12 |            |
| «Липова алея»        | Пам'ятка природи ботанічна місцевого значення    | 1979          | 0,15/23    | смт. Комишня                                                  |            |
| «Лиса Гора»          | Пам'ятка природи геологічна місцевого значення   | 1969          | 4,9        | с. Попівка                                                    |            |
| «Мінеральне джерело» | Пам'ятка природи гідрологічна місцевого значення | 1969          | 0,2        | с. Петрівка                                                   |            |

### Штучно створені об'єкти

#### Парк-пам'ятка садово-паркового мистецтва
| Назва об'єкта      | Тип, категорія, значення                                             | Рік створення | Площа (га) | Місцезнаходження | Зображення |
| ------------------ | -------------------------------------------------------------------- | ------------- | ---------- | ---------------- | ---------- |
| «Хомутецький парк» | Парк-пам'ятка садово-паркового мистецтва загальнодержавного значення | 1972          | 77         | с. Хомутець      |            |